# Episodi di Da Vinci's Inquest (seconda stagione)
La seconda stagione della serie televisiva Da Vinci's Inquest è stata trasmessa in anteprima in Canada dalla CBC Television tra il 6 ottobre 1999 e il 19 gennaio 2000.
| nº | Titolo originale            | Titolo italiano | Prima TV Canada  | Prima TV Italia |
| -- | --------------------------- | --------------- | ---------------- | --------------- |
| 1  | A Cinderella Story (Part 1) | inedito         | 6 ottobre 1999   | inedito         |
| 2  | A Cinderella Story (Part 2) | inedito         | 13 ottobre 1999  | inedito         |
| 3  | The Hanged Man              | inedito         | 20 ottobre 1999  | inedito         |
| 4  | Tommy's on the Corner       | inedito         | 27 ottobre 1999  | inedito         |
| 5  | His Wife                    | inedito         | 3 novembre 1999  | inedito         |
| 6  | Sister's Light              | inedito         | 10 novembre 1999 | inedito         |
| 7  | A Nice Home in the Country  | inedito         | 17 novembre 1999 | inedito         |
| 8  | Blues in A-Minor            | inedito         | 24 novembre 1999 | inedito         |
| 9  | The Looking Glass           | inedito         | 1º dicembre 1999 | inedito         |
| 10 | The Lottery                 | inedito         | 8 dicembre 1999  | inedito         |
| 11 | Bang Like That              | inedito         | 5 gennaio 2000   | inedito         |
| 12 | Fantasy                     | inedito         | 12 gennaio 2000  | inedito         |
| 13 | Reality                     | inedito         | 19 gennaio 2000  | inedito         |